# Tidili Mesfioua
Tidili Mesfioua är en ort i Marocko.   Den ligger i provinsen Al Haouz och regionen Marrakech-Safi, 290 km söder om huvudstaden Rabat.